# Veit Bach
Veit Bach (o Vitus, mediados del siglo XVI - 1578, en ese entonces Sacro Imperio Romano Germánico, a 1619?) fue un lutista y cítarista alemán, y es el primer antepasado conocido de la familia Bach, tatarabuelo de Johann Sebastian Bach.
Se cree que era hijo de Hans Bach. No se sabe dónde nació; se sabe que era molinero y panadero en Hungría, luego se estableció en Wechmar, Turingia, y las guerras religiosas de la Liga de Esmalcalda. Fue padre de: 
- Lips Bach
- Johannes (Hans) Bach

En la genealogía que Johann Sebastian elaboró de su familia, Veit Bach es el más lejano antecesor que menciona. Dice que llevaba su guitarra o cítara a todas partes, incluso intentaba acompañar con ella el ruido que hacían las muelas del molino.